# Бенгалуру
Бенгалу̀ру (на каннада: ಬೆಂಗಳೂರು, до 2005 г. – Бангало̀р) е град в южна Индия, столица на щата Карнатака. Населението му е 8 495 492 души (2011 г.). Градът е административен център на метрополис с площ около 740 km². Това е голям индустриален център с развита електроника, тежко машиностроене, космически отрасъл. Наричан е „индийската Силициева долина“.
Местните жители, говорещи езика каннада, от древни времена наричат това място Бенгалуру (Bengalūru), което е и днешното официално име на града. Името Бангалор градът получава по време на британското управление.